# Trittico d'amore
Trittico d'amore (Invitation to the Dance) è un film di Gene Kelly del 1956. Vinse l'Orso d'oro al Festival di Berlino.

## Trama

### Primo episodio
Circus, con musiche originali composte per il film da Jacques Ibert, è un tragico triangolo amoroso ambientato in un paese mitico, nel passato. Kelly interpreta la parte di un clown, innamorato di un'artista anch'essa di un circo, interpretata da Claire Sombert, che comunque è l'amante di un acrobata, interpretato da Youskevitch. Il clown, dopo aver intrattenuto gli spettatori insieme agli altri clown, vede il suo amore baciarsi con l'acrobata e, sotto shock, vaga in mezzo alla folla. 
Quella sera egli li guarda danzare insieme e dopo che lei lo vede con il suo scialle, lui le dichiara il suo amore per lei. L'acrobata li trova e pensa che lei gli sia infedele e la lascia. Determinato a conquistarla, il clown prova a percorrere la fune acrobatica lui stesso, ma cade e muore. Morendo egli raccomanda i due amanti di perdonarsi reciprocamente.

### Secondo episodio
Ring Around the Rosy, con musiche originali di André Previn, narra alcune storie romantiche collegate dallo scambio di un braccialetto d'oro. Il braccialetto viene in origine dato da un marito (David Paltenghi) alla moglie Daphne Dale. Ella lo dà a un artista civettuolo (Youskevitch), durante un party, facendo infuriare il marito, che se ne va. L'artista dà il braccialetto a una modella (Claude Bessy), che lo dà al suo ragazzo, il Baro (Tommy Rall). Questi a sua volta lo dà alla femme fatale (Belita), solo per farsi presentare da lei alla cantante (Irving Davies) dopo la sua performance. Quando la ragazza del numero del lanciatore di coltelli (Diana Adams) gli ordina di andarsene, la cantante le dà il braccialetto. Ella torna a casa con il suo ragazzo, un marine (Kelly). Quando lui vede il braccialetto, lo prende arrabbiato e se ne va "sbattendo la porta". Uscendo da un bar incontra una danzatrice di strada (Tamara Toumanova) e danza con lei, dandole il braccialetto come ricompensa, prima di andarsene nuovamente. La persona che la donna incontra successivamente è l'uomo che aveva acquistato il braccialetto. Questi lo riconosce, lo riacquista e torna dalla moglie, restituendoglielo. 

### Terzo episodio
Sinbad the Sailor (Sindbad il marinaio), è un racconto fantastico consistente in azioni dal vivo e cartoni animati di Hanna e Barbera ambientato nella casba di un paese del Medio Oriente. Questo episodio comprende danze complicate che nostrano un Kelly dal vivo che danza con personaggi di cartoni animati nel film; anticipa molte idee che riappariranno nel film Mary Poppins (Walt Disney era un amico di Gene Kelly, e gli animatori di Disney fornirono la consulenza tecnica agli animatori della MGM, mescolando azioni dal vivo con animazioni per il film Due marinai e una ragazza (Canta che ti passa) (Anchors Aweigh). Viene fatto uso anche dei temi originali da Shahrazād di Nikolai Rimsky-Korsakov dall'adattatore Roger Edens, della squadra musicale della MGM, direttore Johnny Green e orchestratore Conrad Salinger.
Kelly interpreta la parte di un marinaio che compra una lampada magica. Sfregandola, spunta un Genio  (David Kasday) sotto forma di piccolo bimbo. Respinto da questi in un primo momento, il marinaio ne diventa presto amico e cambia i suoi abiti in una divisa in miniatura per adattarsi a lui. Il Genio usa i suoi poteri magici per trasportare entrambi all'interno di un libro di Le mille e una notte.
Ciò lo mette in conflitto con un drago in cartone animato e poi due guardie di palazzo armate di spade e infine s'innamora della ragazza di un harem di cartone animato. Con l'aiuto del Genio egli sconfigge le due guardie danzando con loro. La ragazza dell'harem quindi si unisce a lui e al Genio, dopo aver cambiato le sue vesti in una uniforme per donne della Marina. Il film termina con i tre che danzano insieme a distanza.

## Produzione
Il film fu prodotto da Arthur Freed per la Metro-Goldwyn-Mayer (MGM) e, per le scene di animazione, dalla Quimby-Hanna/Barbera.

## Distribuzione
Distribuito dalla Metro-Goldwyn-Mayer (MGM), il film fu presentato a New York il 22 maggio. Uscì nelle sale cinematografiche USA il 15 maggio 1956 con il titolo originale Invitation to the Dance.

## Riconoscimenti
- Festival di Berlino
  - Orso d'oro